# Siegfried Wustrow
Siegfried Wustrow (ur. 7 maja 1936 w Göhlen) – niemiecki kolarz torowy i szosowy reprezentujący NRD, dwukrotny medalista torowych mistrzostw świata.

## Kariera
Pierwszy sukces w karierze Siegfried Wustrow osiągnął w 1960 roku, kiedy zdobył srebrny medal w wyścigu ze startu zatrzymanego amatorów podczas torowych mistrzostw świata w Lipsku. W zawodach tych wyprzedził go jedynie jego rodak Georg Stoltze, a trzecie miejsce zajął Holender Hendrik Buis. Na rozgrywanych rok później mistrzostwach świata w Zurychu Wustrow ponownie był drugi, przegrywając tylko z Leendertem van der Meulenem z Holandii, a brązowy medal zdobył Stoltze. Wustrow wielokrotnie zdobywał medale torowych mistrzostw kraju, w tym złoty w swej koronnej konkurencji w 1961 roku. Startował również w wyścigach szosowych, jednak bez większych sukcesów.